# Mirex
Mirex is een organische chloorverbinding, die in het verleden gebruikt is als insecticide en als vlamvertragend middel. Omdat het een toxische stof is en zeer persistent is in het milieu is het gebruik en de productie ervan echter verboden.

## Synthese
Mirex werd voor het eerst gesynthetiseerd in 1946. Commercieel was het in de Verenigde Staten pas verkrijgbaar vanaf 1958. De producent was de Allied Chemical Company. Later werd het ook geproduceerd door de Hooker Chemical Company, die tussen 1959 en 1975 ongeveer 1500 ton produceerde en nog eens 680 ton aankocht van een andere producent.
Mirex werd geproduceerd door de dimerisatie van hexachloorcyclopentadieen in aanwezigheid van een aluminiumchloride-katalysator. Technisch mirex bevatte ca. 95% mirex. Een van de onzuiverheden was de chemisch gelijkaardige stof chloordecon.

## Toepassingen
Ongeveer 75% van het geproduceerde mirex werd gebruikt als vlamvertragend additief in plastics en rubber; de merknaam was Dechlorane. De resterende 25% werd gebruikt in lokmiddelen voor insecten, meer bepaald mieren. In de Verenigde Staten werd het vooral gebruikt in lokmiddelen voor vuurmieren (Solenopsis, uit de onderfamilie van de Myrmicinae) in de zuidoostelijke staten. De insektenlokmiddelen bevatten ongeveer 0,075% tot 0,5% mirex.
Mirex werd gebruikt van 1958 tot 1978. In 1977 werd alle gebruik ervan verboden in de Verenigde Staten; bestaande stocks mochten nog een jaar gebruikt worden. Als vlamvertrager werd Dechlorane opgevolgd door een ander hooggechloreerde verbinding, Dechlorane Plus.
Mirex is ook een van de stoffen waarvan de productie en het gebruik wereldwijd is verboden door de Conventie van Stockholm van 22 mei 2001 betreffende persistente organische polluenten (POPs).

## Toxicologie en veiligheid
Mirex is een wit, geurloos, niet ontvlambaar, kristallijne vaste stof. Het is zeer stabiel bij normale temperaturen. Boven 500 °C ontleedt het, met onder meer vorming van giftige stoffen als chloorgas, waterstofchloride en fosgeen.
Mirex wordt beschouwd als mogelijk carcinogeen voor de mens. De stof is kankerverwekkend gebleken in dierproeven, maar bij de mens zijn er geen afdoende studies gebeurd naar het verband tussen blootstelling aan mirex en kanker. Ook kan mirex nadelige effecten hebben op de voortplanting (verminderde vruchtbaarheid, effecten op het ongeboren kind).
Mirex is zeer milieutoxisch, vooral voor schaaldieren; het is bioaccumuleerbaar en zeer persistent in het milieu (de halveringstijd is ongeveer 10 jaar). Ook nadat het meerdere tientallen jaren niet meer gebruikt wordt is er nog steeds blootstelling mogelijk via bijvoorbeeld het consumeren van vis afkomstig uit gecontamineerde wateren.